# Ismael Romero Fernández
Ismael Romero Fernández (Santa Clara, Cuba, 23 de junio de 1991) es un baloncestista cubano-puertorriqueño que juega con los Vaqueros de Bayamón del BSN. Con 2,03 metros de altura, juega en la posición de ala-pívot o pívot.

## Carrera

### Inicios
Comenzó a jugar a sus 8 años de edad en el equipo de su ciudad. Participó en todos los juegos nacionales de su categoría en Cuba. Fue parte de la Selección Infantil de Cuba desde los 9 hasta los 15 años de edad donde participó en eventos internacionales realizados en y fuera de Cuba. Formó parte del equipo de Villa Clara, su ciudad natal donde lideró a su equipo durante 4 temporadas y logrando de esta forma el premio de novato del año de la Liga Superior de Baloncesto Masculino de Cuba con  apenas 16 años de edad. A sus 18 años logra hacer la Preselección Nacional de Mayores pero no es hasta sus 19 años que formó parte de la selección cubana.

### Profesional

#### Grand Rapids Drive
Comienza su trayectoria profesional en el club Grand Rapids Drive de la  NBA Development League, con sede en Grand Rapids (Míchigan). jugando la temporada 2015-16 promediando 5,4 puntos, 4,9 rebotes en 24 partidos y la 2016-17, donde promedió 4,6 puntos y 2,9 rebotes en 16 desafíos.

#### Atléticos de San Germán
En el 2016 ficha por el Atléticos de San Germán de la BSN, de Puerto Rico, donde participa en la campaña 2015-2016, con 13,0 puntos, 5,1 rebotes como promedio en 17 partidos, mientras en la de 2016-2017 promedió 11,3 puntos y 6,2 rebotes en 11 partidos.

#### Panteras de Aguascalientes
En el  2016 también juega en las Panteras de Aguascalientes de la Liga Nacional de Baloncesto Profesional, donde promedió 18,3 puntos, 8,0 rebotes en 24 partidos.

#### Vaqueros de Bayamón
En el 2017 regresa a la liga de BSN, pero en esta ocasión para formar parte del club Vaqueros de Bayamón, donde jugaría desde el 2017 hasta el presente.

#### Hapoel Haifa B.C.
En la temporada 2017-18 viaja a Europa para integrarse al Hapoel Haifa B.C. de la Ligat ha'Al de Israel.

#### Capitanes de México
En el 2018 regresa a México para jugar con los Capitanes para disputar la ← LNBP 2018-2019, promediando 17,2 puntos, 7,6 rebotes en 36 partidos.

#### Quimsa
Tras jugar en México se traslada hacia Argentina fichando por el Quimsa para disputar la temporada 2019-20 y parte de la temporada 2020-21, de la Liga Nacional de Básquet.

#### Real Estelí
En diciembre del 2021 se vincula al club Real Estelí de la Liga Superior de Baloncesto de Nicaragua.

#### México y Puerto Rico
En 2022, firma por el Libertadores de Querétaro de la Liga Nacional de Baloncesto Profesional de México, donde promedia 28,9 minutos, 21,3 puntos, 9 rebotes y 2,4 asistencias en los 8 partidos en los que participó.
Al término de la temporada se compromete con los Vaqueros de Bayamón, club de la liga de Baloncesto Superior Nacional de Puerto Rico.

#### España
El 30 de septiembre de 2023, el jugador firma por el Real Betis Baloncesto de la Liga LEB Oro. El 1 de diciembre de 2023, rescinde su contrato con el conjunto sevillano.

## Selección nacional
Representó a Cuba en el Centrobasket 2012, el 19 de junio, jugando contra Bahamas, anotando 6 puntos, 5 rebotes y 1 asistencia, antes de abandonar el equipo junto con 4 compañeros. 
Después de nacionalizarse puertorriqueño en noviembre del 2021 fue convocado por Puerto Rico a la  Clasificación de FIBA Américas para la Copa Mundial de Baloncesto de 2023.
Durante agosto y septiembre de 2023 fue integrante de la selección de Puerto Rico que participó en el Mundial de 2023 celebrado en Asia, y que finalizó en decimosegundo lugar, en los 5 partidos que disputó 11,4 puntos, 7,4 rebotes en 26,2 minutos.
Entre julio y agosto de 2024 fue parte de la selección absoluta de Puerto Rico, que disputó los Juegos Olímpicos de París, finalizando en decimosegunda posición.

### Participaciones internacionales
| Torneo                         | Sede        | Resultado     |
| ------------------------------ | ----------- | ------------- |
| Centrobasket 2012              | Puerto Rico | Segundo       |
| Clasificación al Mundial 2023  | América     | Clasificado   |
| Mundial 2023                   | Asia        | Decimosegundo |
| Juegos Olímpicos de París 2024 | Francia     | Decimosegundo |